# اشمق
اشمق یکی از روستاهای استان آذربایجان شرقی است که در دهستان آتش‌بیگ قرانقو بخش نظرکهریزی شهرستان هشترود واقع شده‌است.اشمق ۸۰نفرجمعیت وحدود ۲۰خانوار است.